# Armand Abécassis
Pour les articles homonymes, voir Abécassis.
Armand Abécassis, né le 16 avril 1933  à Casablanca au Maroc, est un écrivain français d'origine marocaine et juive séfarade, professeur honoraire de philosophie générale et comparée à l'université Michel-de-Montaigne (Bordeaux III). Il est actuellement président de l'Institut universitaire européen Rachi (de Troyes), directeur du Centre des études juives et spécialiste de pensée juive.
Il enseigne à l'école Aquiba de Strasbourg, et à l'Alliance israélite universelle.
Ses écrits et ses enseignements cherchent à promouvoir un dialogue fécond entre judaïsme et christianisme, qui apparaît notamment dans À Bible ouverte (1980, avec Josy Eisenberg) et dans En vérité, je vous le dis. Une lecture juive des Évangiles (1999). Il reçoit le prix de l'Amitié judéo-chrétienne de France en 2009.

## Vie privée
Il est l'époux de Janine Abécassis, ils sont parents de Joël, Éliette, et Emmanuelle Abécassis.

## Œuvres
- Jacob, Rachel, Léa et les autres, Paris, Albin Michel (1981)
- À Bible ouverte, avec Josy Eisenberg, Paris, Albin Michel, rééd. 1991-1993[8].
- Et Dieu créa Ève, Paris, Albin Michel (1992).
- Les temps du partage, Paris, Albin Michel (1993) (2 t.).
- La Pensée juive, quatre volumes, Paris, LGF, 1987-1996, coll. «Le Livre de poche».
  - 1. Du désert au désir
  - 2. De l'état politique à l'éclat prophétique
  - 3. Espaces de l'oubli et mémoires du temps
  - 4. Messianités : Éclipse politique et éclosions apocalyptiques[9]
- En vérité, je vous le dis. Une lecture juive des Évangiles, Paris, Éditions no 1, 1999 ; Paris, Librairie Générale Française, coll. « Le Livre de poche », 2001[10].
- Judas et Jésus. Une liaison dangereuse, Paris, Editions no 1, 2001,  (ISBN 2846120536).
- Le retour du Christ, co-auteur avec Pierre-Jean Labarrière, Charles Perrot, Bernard Sesboüé, Jean Séguy, Bruxelles, Publications des Facultés universitaires Saint-Louis, 2002, 191 p.  (ISBN 978-2802800323).
- L'Univers hébraïque. Du monde païen à l'humanisme biblique, Paris, Albin Michel, 2003.
- Judaïsmes. De l'hébraïsme aux messianités juives, Paris, Albin Michel, 2006  (ISBN 2226171053)[11]
- Le Livre des Passeurs, avec Éliette Abécassis, Paris, Robert Laffont, 2007,  (ISBN 2221104145).
- Rue des Synagogues, Paris, Robert Laffont, 2008,  (ISBN 2221109066).
- Il était une fois le judaïsme, Paris, Presses de la Renaissance, 2011, coll. « Judaïsmes »,  (ISBN 2750906423).
- avec Jean-Pierre Allali, Régine Azria et Élie Barnavi, 20 clés pour comprendre les grandes religions, Le Christianisme, Le Judaïsme, L'Islam, Le Bouddhisme, Paris, Albin Michel, coll. « 20 clés pour comprendre » (4 vol.)  (ISBN 2226247033).
- Jésus avant le Christ. Le juif Jésus face au christianisme, Paris, Presses de la Renaissance, 2019.